# Sebastián Zurita
Sebastián Zurita (ur. 22 listopada 1986 roku w Meksyku) – meksykański aktor telewizyjny i producent filmowy.

## Filmografia

### telenowele
- 1996: Szuwar namiętności (Cañaveral de pasiones) jako Pablo Montero
- 2008-2003: En Nombre del Amor jako Emiliano Sáenz Noriega
- 2009-2010: Dzikie serce (Corazón salvaje) jako Gabriel Álvarez
- 2010: Kiedy się zakocham... (Cuando me enamoro) jako Rafael Gutiérrez
- 2010: Zabójca kobiet (Mujeres Asesinas 3) jako Franco
- 2014: La Impostora (Niewinna Intryga) jako  Eduardo Altamira